# ダッドリー・フィールド・マローン

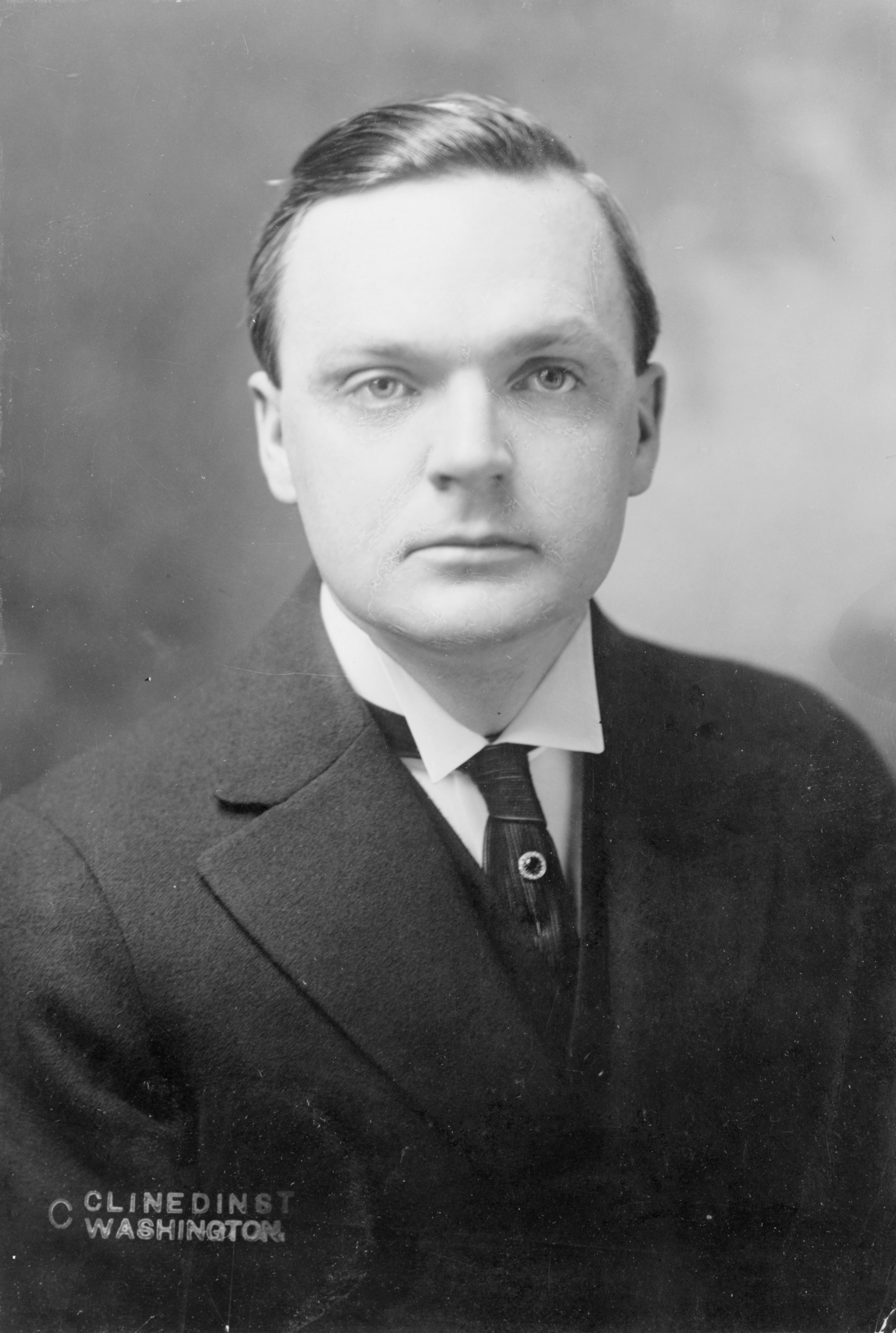
ダッドリー・フィールド・マローン

ダッドリー・フィールド・マローン（Dudley Field Malone, 1882年6月3日 - 1950年10月5日）は、アメリカ合衆国の弁護士、政治家。

## 生い立ちと家族
1882年6月3日、マローンはニューヨーク州ニューヨーク市のマンハッタンにおいて、ウィリアム・マローン (William Malone) とローズ・マッケニー (Rose McKenny) の息子として誕生した。マローンは弁護士となり、民主党に参加した。
1921年、マローンは作家ドリス・スティーヴンズと結婚したが、間もなく離婚した。1930年1月29日、マローンはエドナ・ルイーズ・ジョンソン (Edna Louise Johnson) と再婚した。

## 政治活動
1913年4月21日、マローンはウッドロウ・ウィルソン大統領からアメリカ合衆国第三国務次官補に任命され、翌4月22日に着任した。マローンは1913年11月22日まで同職を務めた。その後マローンは1913年にニューヨーク港の徴税官となったが、女性参政権の支持者だった彼は、参政権の導入を拒むウィルソン政権に異議を唱え、1917年に辞任した。
1920年、マローンは農民労働党の公認候補としてニューヨーク州知事に立候補した。だがマローンはわずか4万9953票を獲得しただけで敗北した。結果は共和党のネイサン・ミラーが133万5617票を獲得して勝利し、民主党のアル・スミスが126万1729票で続いた。
1932年、マローンは民主党全国大会に、ニューヨーク州代表として参加した。

## 弁護士活動
マローンは国際的な離婚専門の弁護士として活躍した。1925年にキリスト教の教義に反する進化論を教えたとして高校教師ジョン・スコープスが逮捕されると、マローンはスコープスの弁護人の1人となり、進化論教育を禁じる法律の撤廃を目指した（スコープス裁判）。